# Довгий Олексій Прокопович
Олексій Прокопович Довгий (8 серпня 1929, с. Городище, Менський район, Чернігівська область — 7 жовтня 2017) — український письменник, перекладач, літературний критик, пісняр, автор понад сорока поетичних збірок. Був засновником та керівником українського народного хору «Родень».

## Біографія
Народився у с. Городище, Менського району Чернігівської області. Предки Довгого походили з козацько-селянського роду. Прізвище Довгий значиться у реєстрі Війська Запорозького 1649 року. Початкову освіту отримав у школі села Синявка Менського району Чернігівської області.
Навчався в Охтирському технікумі механізації сільського господарства, Харківському інституті механізації та електрифікації сільського господарства. Після здобуття вищої освіти у 1963 р. тривалий час був на редакційно-видавничій роботі — у видавництвах «Дніпро» (завідував редакцією поезії, драматургії та кінодраматургії), «Молодь», «Музична Україна», в журналі «Ранок». Перші твори друкував під псевдонімом Василь Груша.
З 12 січня 1971 року — член Національної спілки письменників України. На засіданні НСПУ, під час якого Олексія Довгого прийняли до спілки, головував Олесь Гончар.
За час роботи Олексія Довгого у видавництвах під редакцією Довгого вийшли перші твори таких добре знаних сьогодні авторів, як Марія Матіос, Петро Перебийніс, Віктор Терен, Наталка Білоцерківець. Марія Матіос називала Олексія Довгого своїм першим літературним батьком.

## Творчість
Друкував вірші з 1957 року. Перша збірка поезій «Земля співає» вийшла в 1961 р. Улюблені поетичні форми О. Довгого — вірш-мініатюра, лірична медитація.
Збірки поезій: «Чересло» (1966), «Кам'яна роса» (1969), «Дереворити» (1971), «Сівачі» (1971), «Вересень» (1975), «Колір вогню» (1977), «Пора конвалій» (1982), «Земля співає», «Житниця», «Подих яблуні», «Вересень», «Колір вогню», «Влада сонця», «Родина», «Музика бджоли», «Келих троянд», «Зеніт», «Заповіт сину», «Доторки блискавки», «Зерно з очима неба», «Роденські мелодії», «З криниці слова», «Вибрані мініатюри», «Чернігівське небо» та ін., багатьох перекладів.
За радянських часів не підкорявся загальній політичній лінії, а мав власну думку. Після смерті Сталіна у 1953 році написав мініатюру: «Помер тиран, принишкли слуги, що службу віддано несли, i молять Господа катюги: іще такого нам пошли».
Його книги видаються сьогодні не лише в Україні, а й у Франції, Грузії, Чорногорії, Македонії.
Понад 100 поезій Олексія Довгого покладено на музику відомих українських композиторів, вони стали народними піснями. Їх виконують професійні й аматорські колективи.

## Звання та нагороди
За значний особистий внесок у соціально-економічний, культурний розвиток Української держави, вагомі трудові досягнення та з нагоди 15-ї річниці незалежності України Олексію Довгому присвоєно почесне звання «Заслужений діяч мистецтв України». Нагороджений Почесною грамотою Верховної Ради України. Має подяку від президента України. Нагороджений медаллю Івана Франка — за участь у спорудженні пам'ятника Іванові Франку у селі Пустовіти Миронівського району Київської області.

## Родина
Дружина — Марія Іванівна Довга, син — Станіслав Олексійович Довгий, член-кореспондент НАНК, Президент Малої Академії наук, Тарас Довгий — бізнесмен, Тетяна Довга — економіст. Онуки — Олесь Станіславович Довгий, народний депутат України, Оксана Довга — підприємець, експерт з благодійності, Аліса Довга — студентка, Богдан Довгий — студент, Станіслав Довгий — школяр.
В одному з інтерв'ю Олексій Прокопович зізнався: "Я людина, яка зараз не модна, — однолюб. У мене є одна жінка, яку я люблю. Іншої не треба. Тому до нашого золотого весілля з Марією Іванівною Білою видав поетичну збірку «Троянди для дружини».